# Dennis Moerman
Dennis Moerman is een Belgisch voetbalcoach. Sinds 2024 is hij hoofdcoach van de damesploeg van RSC Anderlecht.

## Carrière
Moerman is afkomstig van Balegem. Als jeugdspeler was hij onder andere actief bij Zulte Waregem. Via de vrouwentak van deze club rolde hij in het vrouwenvoetbal. Later stapte hij over naar KAA Gent Ladies, waar hij vier seizoenen actief was als assistent- en physical coach.
In juni 2021 werd hij aangesteld als hoofdtrainer van Club YLA, waar hij Leo Van Der Elst opvolgde. In zijn eerste seizoen leidde hij de club naar een vierde plaats in de reguliere competitie van de Super League. In Play-off 1 sprong KRC Genk Ladies nog over blauw-zwart in het klassement, waardoor de ploeg van Moerman uiteindelijk vijfde eindigde.
In maart 2023 raakte bekend dat Moerman op het einde van het seizoen zou vertrekken bij Club Brugge, mede doordat de balans met zijn privéleven niet meer strookte met het engagement die vereist was voor zijn functie. Een week later werd aangekondigd dat Moerman vanaf het seizoen 2023/24 aan de slag zou gaan bij RSC Anderlecht, waar hij de assistent zou worden van Dave Mattheus, die hij nog kende van bij KAA Gent. Naast assistent zou Moerman ook vorm geven aan de jeugdopleiding van de damesploeg.
Na één seizoen als assistent van Mattheus, waarin Anderlecht zijn zevende landstitel op rij veroverde, nam Moerman over als hoofdcoach. Matheus bleef weliswaar aan de club verbonden als directeur.